# Ondernemersaftrek
De ondernemersaftrek is een vrijstelling op de winst uit onderneming in box 1 van de Wet inkomstenbelasting 2001.
De maximering van het aftrektarief voor bepaalde grondslagverminderende posten is van toepassing.
De ondernemersaftrek bestaat uit de volgende faciliteiten:
1. Zelfstandigenaftrek
  1. Startersaftrek, een verhoging van de zelfstandigenaftrek in de eerste drie jaar als ondernemer.
2. Aftrek voor speur- en ontwikkelingswerk (S&O-aftrek), wegens aan speur- en ontwikkelingswerk (S&O) bestede tijd. Met betrekking tot speur- en ontwikkelingswerk door werknemers is er daarnaast de afdrachtvermindering S&O in de Wet vermindering afdracht loonbelasting en premie voor de volksverzekeringen (WVA). In aanvulling hierop en op de reguliere aftrekbaarheid van kosten is er met betrekking tot andere kostencomponenten van S&O sinds 2012 de aanvullende aftrek speur- en ontwikkelingswerk, ook genoemd research- & developmentaftrek (RDA).
3. Meewerkaftrek: de ondernemer kan jaarlijks kiezen of hij de meewerkende partner een arbeidsbeloning toekent of anders van deze (geringe) faciliteit gebruikmaakt.
4. Startersaftrek bij arbeidsongeschiktheid
5. Stakingsaftrek (maximaal € 3630 per persoon, eenmalig per belastingplichtige en bovendien per onderneming toe te passen). De stakingsaftrek bestond reeds onder de Wet Inkomstenbelasting 1964 en bedroeg toen steeds ƒ 20.000,- en bij overlijden van de ondernemer ƒ 45.000,-. De huidige stakingsaftrek stelt nog nauwelijks iets voor en pleegt te worden gebruikt bij kleine ondernemingen, daar de stakingswinst daar discutabel kan zijn.

Voorwaarde voor de eerste drie is het urencriterium.
Het recht op startersaftrek bij arbeidsongeschiktheid kan worden geëffectueerd als de ondernemer aan het verlaagd-urencriterium voldoet. Dat betekent dat voor hem niet het reguliere urencriterium van 1225 uren geldt, maar dat 800 uren voldoende zijn.
Van de winst ná de bovengenoemde aftrek mag men nog 14% aftrekken. Dit heet de MKB-winstvrijstelling. Hiervoor hoeft de ondernemer sinds 2010 niet aan het urencriterium voldoen.